# Serrat Gran (Sora)
El Serrat Gran és una muntanya de 811 metres que es troba al municipi de Sora, a la comarca d'Osona.